# Mieszków (Grande-Pologne)
Pour les articles homonymes, voir Mieszków.
Mieszków (prononciation : [ˈmjɛʂkuf]) est un village polonais de la gmina de Jarocin dans le powiat de Jarocin de la voïvodie de Grande-Pologne dans le centre-ouest de la Pologne.
Il se situe à environ 7 kilomètres au nord de Jarocin (siège de la gmina et du powiat) et à 57 kilomètres au sud-est de Poznań (capitale régionale).

## Histoire
De 1818 à 1919, Mieschkow fait partie de l'arrondissement de Pleschen (de) puis à partir de 1887, de l'arrondissement de Jarotschin dans le district de Posen au sein de la province de Posnanie.
De 1975 à 1998, le village faisait partie du territoire de la voïvodie de Kalisz.

Depuis 1999, Mieszków est situé dans la voïvodie de Grande-Pologne.